# Mimasaka-Rugby- und Fußballstadion der Präfektur Okayama

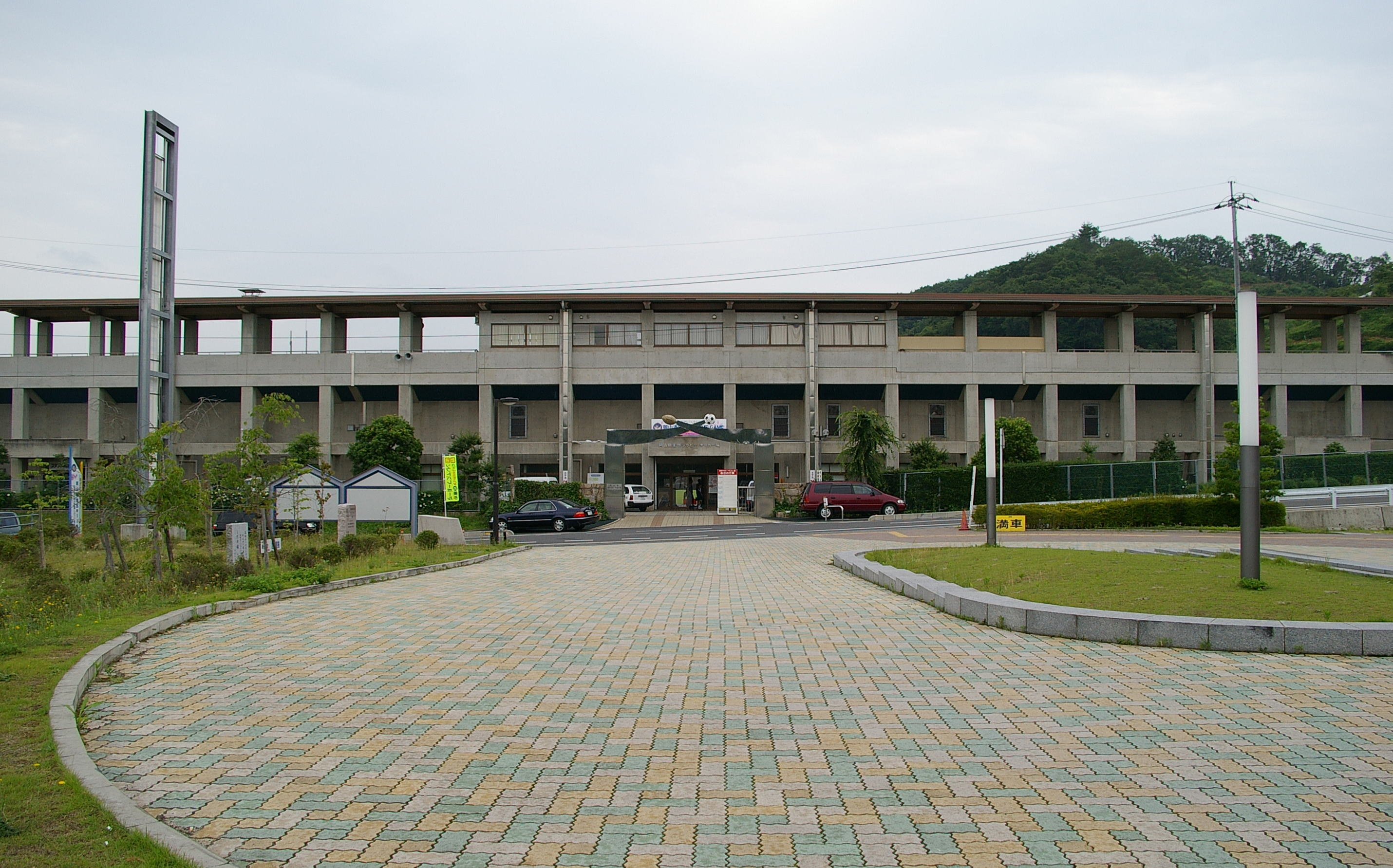
Eingang zur Haupttribüne

Das Mimasaka-Rugby- und Fußballstadion der Präfektur Okayama (Okayama-ken Mimasaka Rugby-, Soccer-jō, jap. 岡山県美作ラグビー・サッカー場) ist ein 1988 errichtetes Rugby- und Fußballstadion in der japanischen Stadt Mimasaka, Präfektur Okayama. Es bietet Platz für rund 5.000 Zuschauer. Eigentümer ist die Präfektur Okayama, Betreiber der Bildungsausschuss der Stadt Mimasaka. Das Stadion ist Austragungsort regionaler Qualifikationswettbewerbe der nationalen Oberschul- und Hochschulturniere im Rugby, im Fußball ist es das Heimstadion der Okayama Yunogō Belle aus der Nihon Joshi Soccer League („Nadeshiko League“/„L. League“).
Das Mimasaka-Stadion wurde im August 1988 eröffnet, 1995 wurde eine Erweiterung abgeschlossen. Die Yunogō Belle machten es bei ihrer Gründung 2001 zu ihrem Heimstadion. Bei der Fußball-Weltmeisterschaft 2002 war Mimasaka der Vorbereitungsstandort der slowenischen Fußballnationalmannschaft.
Neben dem Rugby- und Fußballstadion befinden sich auch das Baseballstadion Mimasaka, die Mimasaka Arena und eine Tennisanlage, zusammen bilden die Einrichtungen den „Allgemeinen Sportpark Mimasaka“ (Mimasaka sōgō undō kōen).